# كريستوبال كوريلز
كريستوبال كوريلز (بالإسبانية: Cristóbal Corrales)‏ هو عداء سريع هندوراسي، ولد في 23 أبريل 1947 في تيغوسيغالبا في هندوراس.

## وصلات خارجية
- كريستوبال كوريلز على موقع أوليمبيديا (الإنجليزية)